# Google Closure Tools
Google Closure Tools – wysokopoziomowa biblioteka programistyczna do tworzenia aplikacji RIA w języku JavaScript. Został stworzony przez Google i współpracuje z takimi usługami jak Gmail, Dokumenty Google i Google Maps.

## Skrypty pakietu

### Closure Compiler
Closure Compiler jest optymalizatorem kodu do szybszego wykonywania.

### Closure Library
Closure Library jest biblioteką interfejsu użytkownika z widżetami.

### Closure Templates
Closure Templates jest systemem dynamicznego tworzenia kodu HTML dla języków Java i JavaScript.
Ponieważ język jest czasem nazywany "Soy". Nazwa "Soy" pojawia się też w dokumentacji i klasach, dlatego czasem system nazywany jest "Soy Templates".